# DDR-Oberliga 1972/73 (Badminton)
Die DDR-Oberliga im Badminton war in der Saison 1972/73 die höchste Mannschaftsspielklasse der in der DDR Federball genannten Sportart. Es war die 14. Austragung dieser Mannschaftsmeisterschaft. Meister wurde zum zweiten Mal Einheit Greifswald, absteigen musste Neuling Wismut Karl-Marx-Stadt.

## Ergebnisse
Fortschritt Tröbitz – Wismut Karl-Marx-Stadt 10:1
14. Oktober 1972 Tröbitz
1. MX: Joachim Schimpke / Angelika Seifert – Harald Richter / Annemarie Richter 15:9 9:15 9:15
2. MX: Roland Riese / Monika Thiere – Dieter Theiner / Gisela Kunath 15:1 15:0
1. HD: Joachim Schimpke / Roland Riese – Harald Richter / Dieter Theiner 15:10 15:9
2. HD: Klaus-Peter Färber / Klaus Katzor – Rainer Waschko / Reinhard Kühn 15:5 15:6
1. HE: Joachim Schimpke – Harald Richter 13:15 15:7 15:7
2. HE: Roland Riese – Dieter Theiner 15:1 15:4
3. HE: Werner Michael – Reinhard Kühn 15:7 15:12
4. HE: Klaus-Peter Färber – Rainer Waschko 15:2 15:7
1. DE: Monika Thiere – Annemarie Richter 11:3 12:9
2. DE: Angelika Seifert – Gisela Kunath 11:6 11:3
1. DD: Monika Thiere / Angelika Seifert – Annemarie Richter / Gisela Kunath 15:6 18:13
Fortschritt Tröbitz – DHfK Leipzig 11:0
14. Oktober 1972 Tröbitz
1. MX: Joachim Schimpke / Angelika Seifert – Volker Herbst / Beate Herbst 15:12 1:15 15:13
2. MX: Roland Riese / Monika Thiere – Gerd Pigola / Christel Sommer 15:3 15:7
1. HD: Joachim Schimpke / Roland Riese – Volker Herbst / Gerd Pigola 15:2 15:7
2. HD: Klaus Katzor / Klaus-Peter Färber – Wolfgang Böttcher / Jürgen Richter 15:12 15:9
1. HE: Joachim Schimpke – Volker Herbst 15:9 15:6
2. HE: Roland Riese – Gerd Pigola 15:3 15:3
3. HE: Klaus Katzor – Wolfgang Böttcher 15:7 15:6
4. HE: Klaus-Peter Färber – Jürgen Richter 15:6 15:3
1. DE: Monika Thiere – Beate Herbst 11:4 11:3
2. DE: Angelika Seifert – Christel Sommer 11:8 11:4
1. DD: Monika Thiere / Angelika Seifert – Christel Sommer / Beate Herbst 15:3 9:15 15:3
Fortschritt Tröbitz – Einheit Greifswald 6:5
15. Oktober 1972 Tröbitz
1. MX: Joachim Schimpke / Angelika Seifert – Edgar Michalowski / Angela Michalowsky 13:15 5:15
2. MX: Roland Riese / Monika Thiere – Erfried Michalowsky / Christine Zierath 18:14 18:13
1. HD: Klaus Katzor / Joachim Schimpke – Erfried Michalowsky / Edgar Michalowski 15:12 7:15 8:15
2. HD: Roland Riese / Gottfried Seemann – Klaus Müller / Hubert Wagner 15:8 15:2
1. HE: Joachim Schimpke – Edgar Michalowski 12:15 15:3 15:7
2. HE: Roland Riese – Erfried Michalowsky 15:7 15:7
3. HE: Klaus Katzor – Klaus Müller 15:4 15:18 10:15
4. HE: Klaus-Peter Färber – Hubert Wagner 15:1 15:2
1. DE: Monika Thiere – Christine Zierath 11:6 11:2
2. DE: Angelika Seifert – Angela Michalowsky 3:11 5:11
1. DD: Monika Thiere / Angelika Seifert – Christine Zierath / Angela Michalowsky 11:15 11:15
Fortschritt Tröbitz – DHfK Leipzig 4:7
25. November 1972 Karl-Marx-Stadt
1. MX: Joachim Schimpke / Angelika Seifert – Gerd Pigola / Christel Sommer 15:13 5:15 10:15
2. MX: Roland Riese / Monika Thiere – Wolfgang Böttcher / Beate Herbst 15:6 15:8
1. HD: Roland Riese / Joachim Schimpke – Volker Herbst / Bernd Brösdorf 15:5 15:9
2. HD: Klaus-Peter Färber / Claus Cassens – Gerd Pigola / Wolfgang Böttcher 3:15 10:15
1. HE: Joachim Schimpke – Volker Herbst 15:13 15:7
2. HE: Roland Riese – Gerd Pigola 13:15 8:15
3. HE: Klaus-Peter Färber – Wolfgang Böttcher 8:15 12:15
4. HE: Claus Cassens – Bernd  Brösdorf 15:9 12:15 9:15
1. DE: Monika Thiere – Beate Herbst 5:11 11:5 11:3
2. DE: Angelika Seifert – Christel Sommer 2:11 3:11
1. DD: Angelika Seifert / Monika Thiere – Beate Herbst / Christel Sommer 12:15 7:15
Fortschritt Tröbitz – Wismut Karl-Marx-Stadt 9:2
25. November 1972 Karl-Marx-Stadt
1. MX: Joachim Schimpke / Angelika Seifert – Harald Richter / Annemarie Richter 11:15 3:15
2. MX: Roland Riese / Monika Thiere – Dieter Theiner / Gisela Kunath 15:4 15:10
1. HD: Joachim Schimpke / Roland Riese – Harald Richter / Dieter Theiner 15:13 15:10
2. HD: Klaus-Peter Färber / Claus Cassens – Rainer Waschko / Dieter Tränkner 11:15 15:1 15:3
1. HE: Joachim Schimpke – Harald Richter 15:6 15:6
2. HE: Roland Riese – Dieter Theiner 15:3 15:8
3. HE: Klaus-Peter Färber – Rainer Waschko 15:1 15:6
4. HE: Claus Cassens – Dieter Tränkner 12:15 18:13 13:18
1. DE: Monika Thiere – Annemarie Richter 11:0 11:0
2. DE: Angelika Seifert – Gisela Kunath 6:11 11:5 11:3
1. DD: Angelika Seifert / Monika Thiere – Annemarie Richter / Gisela Kunath 10:15 15:8 18:16
Fortschritt Tröbitz – Einheit Greifswald 5:6
26. November 1972 Karl-Marx-Stadt
1. MX: Joachim Schimpke / Angelika Seifert – Edgar Michalowski / Christine Zierath 3:15 6:15
2. MX: Roland Riese / Monika Thiere – Erfried Michalowsky / Angela Michalowsky 15:12 15:6
1. HD: Joachim Schimpke / Klaus Katzor – Edgar Michalowski / Erfried Michalowsky 3:15 6:15
2. HD: Klaus-Peter Färber / Roland Riese – Hubert Wagner / Klaus Müller 15:6 15:1
1. HE: Joachim Schimpke – Edgar Michalowski 12:15 18:17 8:15
2. HE: Roland Riese – Erfried Michalowsky 8:15 10:15
3. HE: Klaus Katzor – Klaus Müller 15:6 15:11
4. HE: Klaus-Peter Färber – Hubert Wagner 15:7 13:18 15:9
1. DE: Monika Thiere – Christine Zierath 11:3 11:3
2. DE: Angelika Seifert – Angela Michalowsky 4:11 0:11
1. DD: Angelika Seifert / Monika Thiere – Christine Zierath / Angela Michalowsky 11:15 11:15
Fortschritt Tröbitz – Wismut Karl-Marx-Stadt 10:1
9. Dezember 1972 Greifswald
1. MX: Joachim Schimpke / Angelika Seifert – Harald Richter / Annemarie Richter 11:15 9:15
2. MX: Roland Riese / Monika Thiere – Dieter Theiner / Gisela Kunath 15:12 15:8
1. HD: Joachim Schimpke / Gottfried Seemann – Harald Richter / Dieter Theiner 15:11 15:6
2. HD: Klaus-Peter Färber / Claus Cassens – Rainer Waschko / Dieter Tränkner 15:6 6:15 15:7
1. HE: Joachim Schimpke – Harald Richter 15:6 15:9
2. HE: Klaus-Peter Färber – Dieter Theiner 15:5 17:15
3. HE: Gottfried Seemann – Rainer Waschko 15:10 15:11
4. HE: Claus Cassens – Dieter Tränkner 15:10 13:15 15:8
1. DE: Monika Thiere – Annemarie Richter 11:8 7:11 11:0
2. DE: Angelika Seifert – Gisela Kunath 11:5 11:7
1. DD: Rita Gerschner / Monika Thiere – Annemarie Richter / Gisela Kunath 15:2 15:9
Fortschritt Tröbitz – DHfK Leipzig 7:4
9. Dezember 1972 Greifswald
1. MX: Joachim Schimpke / Angelika Seifert – Gerd Pigola / Christel Sommer 3:15 8:15
2. MX: Roland Riese / Monika Thiere – Wolfgang Böttcher / Beate Herbst 15:7 15:3
1. HD: Joachim Schimpke / Roland Riese – Volker Herbst / Bernd Brösdorf 15:12 8:15 15:6
2. HD: Klaus Katzor / Gottfried Seemann – Wolfgang Böttcher / Jürgen Richter 15:6 15:11
1. HE: Joachim Schimpke – Volker Herbst 15:12 15:8
2. HE: Roland Riese – Gerd Pigola 15:12 10:15 8:15
3. HE: Klaus Katzor – Wolfgang Böttcher 10:15 13:18
4. HE: Klaus-Peter Färber – Jürgen Richter 17:14 15:11
1. DE: Monika Thiere – Beate Herbst 11:5 11:6
2. DE: Angelika Seifert – Christel Sommer 5:11 11:12
1. DD: Rita Gerschner / Monika Thiere – Beate Herbst / Christel Sommer 15:11 9:15 15:3
Fortschritt Tröbitz – Einheit Greifswald 8:3
10. Dezember 1972 Greifswald
1. MX: Joachim Schimpke / Rita Gerschner – Edgar Michalowski / Angela Michalowsky 0:15 0:15
2. MX: Roland Riese / Monika Thiere – Erfried Michalowsky / Christine Zierath 15:8 15:3
1. HD: Klaus Katzor / Roland Riese – Edgar Michalowski / Erfried Michalowsky 15:12 15:9
2. HD: Klaus-Peter Färber / Gottfried Seemann – Klaus Müller / Hubert Wagner 15:9 15:3
1. HE: Joachim Schimpke – Edgar Michalowski 15:8 15:9
2. HE: Roland Riese – Erfried Michalowsky 13:18 12:15
3. HE: Klaus Katzor – Klaus Müller 15:9 9:15 15:6
4. HE: Klaus-Peter Färber – Hubert Wagner 15:12 15:6
1. DE: Monika Thiere – Christine Zierath 11:1 11:3
2. DE: Angelika Seifert – Angela Michalowsky 6:11 4:11
1. DD: Rita Gerschner / Monika Thiere – Angela Michalowsky / Christine Zierath 18:14 15:11
Fortschritt Tröbitz – DHfK Leipzig 8:3
16. Dezember 1972 Leipzig
1. MX: Roland Riese / Monika Thiere – Volker Herbst / Helga Pöschel 15:10 15:5
2. MX: Gottfried Seemann / Rita Gerschner – Gerd Pigola / Christel Sommer 10:15 15:2 10:15
1. HD: Roland Riese / Joachim Schimpke – Volker Herbst / Gerd Pigola 15:13 15:5
2. HD: Gottfried Seemann / Klaus Katzor – Wolfgang Böttcher / Jürgen Richter 14:18 3:15
1. HE: Joachim Schimpke – Volker Herbst 15:9 15:4
2. HE: Roland Riese – Gerd Pigola 15:0 15:3
3. HE: Klaus Katzor – Wolfgang Böttcher 13:15 15:8 15:6
4. HE: Klaus-Peter Färber – Jürgen Richter 15:2 15:9
1. DE: Monika Thiere – Christel Sommer 11:10 11:0
2. DE: Angelika Seifert – Helga Pöschel 11:1 11:1
1. DD: Monika Thiere / Rita Gerschner – Christel Sommer / Helga Pöschel 10:15 13:15
Fortschritt Tröbitz – Einheit Greifswald 4:7
16. Dezember 1972 Leipzig
1. MX: Joachim Schimpke / Rita Gerschner – Edgar Michalowski / Christine Zierath 10:15 11:15
2. MX: Roland Riese / Monika Thiere – Erfried Michalowsky / Angela Michalowsky 10:15 11:15
1. HD: Roland Riese / Klaus Katzor – Erfried Michalowsky / Edgar Michalowski 0:15 0:15
2. HD: Gottfried Seemann / Klaus-Peter Färber – Klaus Müller / Hubert Wagner 15:6 15:9
1. HE: Joachim Schimpke – Edgar Michalowski 15:11 3:15 3:15
2. HE: Roland Riese – Erfried Michalowsky 15:11 15:10
3. HE: Klaus Katzor – Klaus Müller 17:18 15:9 15:4
4. HE: Klaus-Peter Färber – Hubert Wagner 15:7 15:7
1. DE: Monika Thiere – Christine Zierath 11:3 7:11 4:11
2. DE: Angelika Seifert – Angela Michalowsky 10:12 7:11
1. DD: Monika Thiere / Rita Gerschner – Christine Zierath / Angela Michalowsky 7:15 15:7 7:15
Fortschritt Tröbitz – Wismut Karl-Marx-Stadt 10:1
17. Dezember 1972 Leipzig
1. MX: Roland Riese / Monika Thiere – Harald Richter / Annemarie Richter 15:11 15:7
2. MX: Klaus-Peter Färber / Rita Gerschner – Dieter Theiner / Gisela Kunath 15:9 15:6
1. HD: Joachim Schimpke / Roland Riese – Harald Richter / Dieter Tränkner 15:12 15:8
2. HD: Klaus-Peter Färber / Claus Cassens – Dieter Theiner / Rainer Waschko 15:7 15:8
1. HE: Roland Riese – Harald Richter 11:15 18:15 15:3
2. HE: Klaus-Peter Färber – Dieter Theiner 17:15 15:6
3. HE: Claus Cassens – Rainer Waschko 15:6 15:2
4. HE: Gerhard Riese – Dieter Tränkner 15:9 15:3
1. DE: Monika Thiere – Annemarie Richter 11:6 12:10
2. DE: Angelika Seifert – Gisela Kunath 11:9 9:11 6:11
1. DD: Rita Gerschner / Monika Thiere – Annemarie Richter / Gisela Kunath 7:15 15:7 15:2

## Endstand
| Platz | Mannschaft | Spiele | Punkte | Spielpunkte |
| ----- | --- | ------ | ------ | ----------- |
| 1.    | Einheit Greifswald (Erfried Michalowsky, Edgar Michalowski, Klaus Müller, Ralf Peters, Michael Franz, Hubert Wagner, Christine Zierath, Renate Thurow, Angela Michalowski)                        | 12     | 20:2   | 97:35       |
| 2.    | Fortschritt Tröbitz (Gottfried Seemann, Gerhard Riese, Joachim Schimpke, Claus Cassens, Klaus-Peter Färber, Roland Riese, Klaus Katzor, Monika Thiere, Angelika Seifert, Rita Gerschner)          | 12     | 18:3   | 92:40       |
| 3.    | HSG DHfK Leipzig (Gerd Pigola, Volker Herbst, Wolfgang Böttcher, Jürgen Richter, Bernd Brösdorf, Frank Geißler, Joachim Gerhardt, Gerd Hachmeister, Christel Sommer, Helga Pöschel, Beate Herbst) | 12     | 8:8    | 49:83       |
| 4.    | Wismut Karl-Marx-Stadt (N) (Harald Richter, Dieter Tränkner, Dieter Theiner, Rainer Waschko, Reinhard Kühn, Annemarie Richter, Gisela Kunath)                                                     | 12     | 2:11   | 36:106      |